# Георги Старделов
Георги Старделов (на македонска литературна норма: Георги Старделов) е философ, есеист, литературен критик и преводач от Северна Македония, член на Македонската академия на науките и изкуствата.

## Биография
Старделов е роден в 1930 година в Гевгели, тогава в Югославия. Завършва гимназия в Скопие, а в 1953 година философия във Философския факултет на Белградския университет. В 1965 година става доктор философски науки. Специализира в Мюнхен, Фрайбург, Франкфурт. Дългогодишен професор във Философския факултет на Скопския университет и негов декан.
Старделов е дописен член на МАНИ от 1986 година, а редовен — от 1991 г. От 2000 до 2004 година е заместник-председател на академията. На 3 декември 2007 година Старделов е избран за осми подред председател на МАНИ, като встъпва в длъжност на 1 януари 2008, заменяйки на поста Цветан Грозданов.

## Трудове
- „Есеи“ (1958),
- „Модерното и модернизмот“ (1962),
- „Светови“ (1969),
- „Антеј бара почва“ (1971),
- „Доба на противречностите“ (1977),
- „Меѓу литературата и животот“ (1981),
- „Experimentum Macedonium“ (1983),
- „Изморена авангарда“ (1985),
- „Вовед во иднината“ (1986),
- „Искуства“ (1987),
- „Портрети и профили“ (1987),
- „Одземање на силата“ (1990),
- „Summa aestheticae“ (1991),
- „Антеј ја допира земјата“ (1993),
- „Керубиновото племе“ (1995),
- „Величанија“ (1997),
- „Керубин’с Трибс“ (на английски, 1998),
- „Небиднината“ (2000),
- „Искушенијата на естетичкиот ум“ (2003),
- „Балканска естетика – една друга естетика“ (2004),
- „Ангелус Новус“ (2004).

Антологии:
- „Повоени македонски прозаисти“ (1960, на македонски литературен език и на сърбохърватски),
- „Четири поетски круга“ (1974, на сръбски и македонски литературен език),
- „Слобода или смрт“ (1978),
- „Го знаеш ли, поете, својот долг“ (1981),
- „Камбаните на Крушево“ (1983),
- „Съвременни македонски поети“ (1998, на български книжовен език).[3]